# Lasioglossum orpheum
Lasioglossum orpheum là một loài Hymenoptera trong họ Halictidae. Loài này được Nurse mô tả khoa học năm 1904.